# Жовтець кашубський
Жовтець кашубський (Ranunculus cassubicus) — вид рослин родини жовтецеві (Ranunculaceae), поширений у Європі й Північній Африці.

## Опис
Багаторічна рослина 30–50 см заввишки. Прикореневих листків 1–2 цілих, рідше — 3–5-роздільних. Квітколоже волосисте. Квітки 1.5–2.5 см в діаметрі.

## Поширення
Поширений у Європі, Казахстані, зх. Сибіру.
В Україні зростає в лісах, на узліссях і в чагарниках — в Карпатах, Поліссі, Лісостепу і пн. Степу.

## Галерея

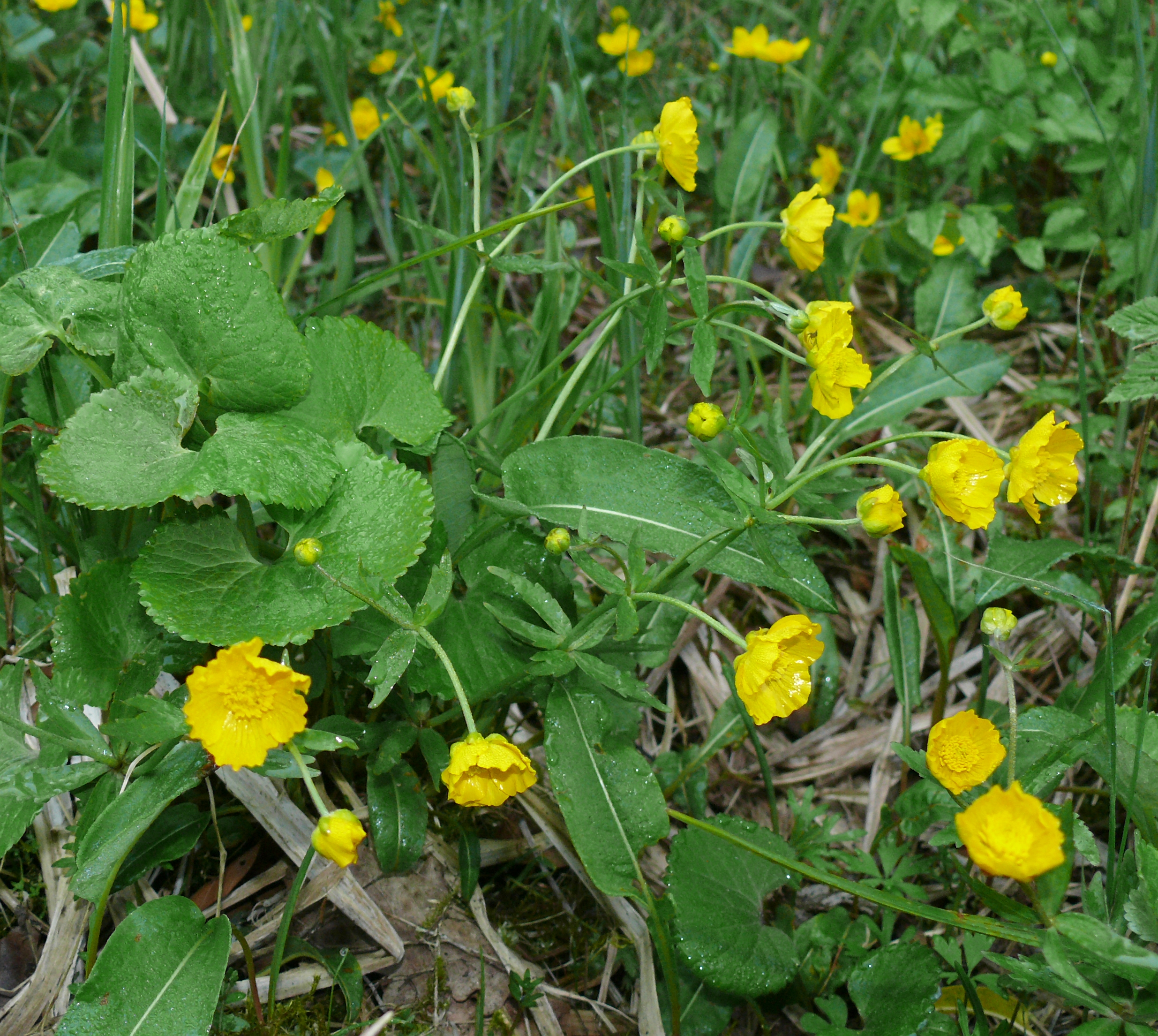
Загальний вигляд
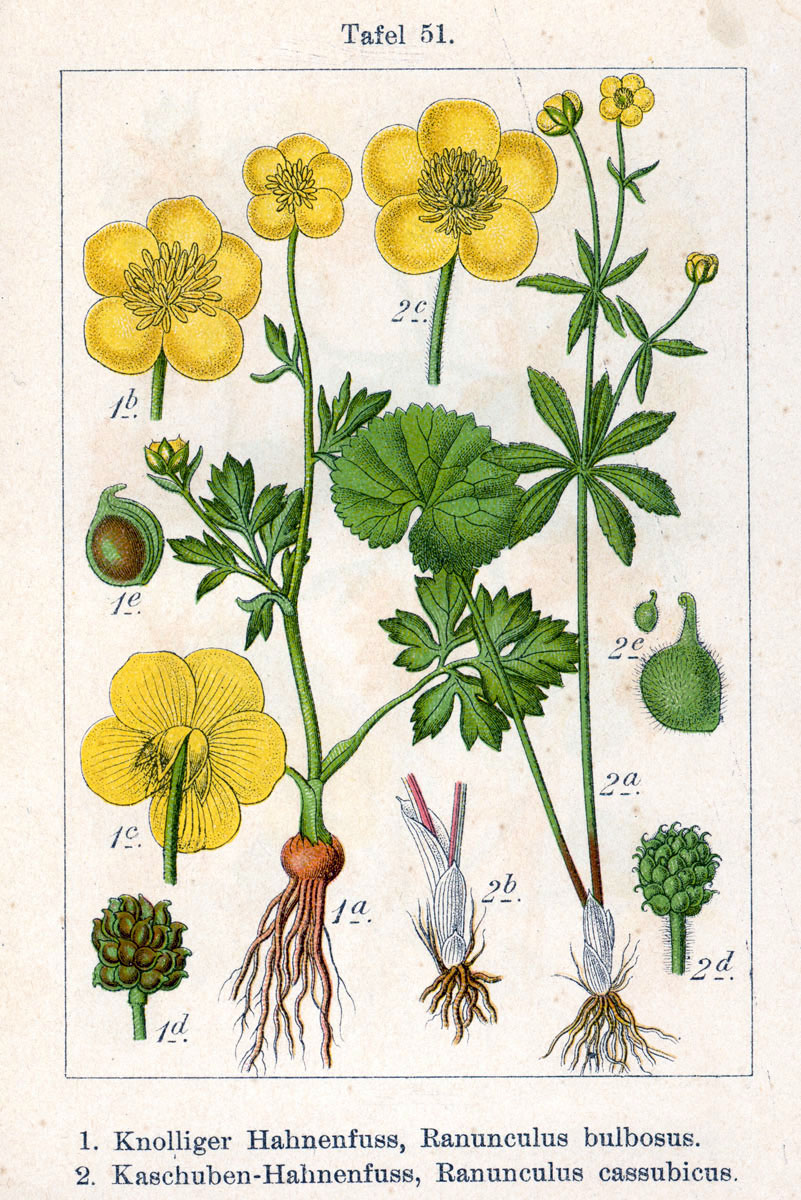
Праворуч: Ranunculus cassubicus